# ريتشارد كارب
ريتشارد كارب (بالإنجليزية: Richard M. Karp) ولد في 3 يناير 1935 عالم حاسوب أمريكي في جامعة كاليفورنيا، بركلي، اشتهر في مجال علم الحاسوب بعمله على النظرية الحسابية، فاز بجائزة تورنغ في عام 1985 ووسام معهد فرنكلن في 2004 وجائزة كيوتو قي 2008.